# دانيال برلين
دانيال برلين (بالسويدية: Daniel Berlin)‏ هو لاعب باندي ‏ سويدي، ولد في 22 مارس 1987 في ساندفيكن في السويد.